# Kabinett Söder III
Das Kabinett Söder III ist seit dem 31. Oktober 2023 die 28. Staatsregierung des Freistaates Bayern. Die Regierung basiert auf dem Koalitionsvertrag mit dem Titel Freiheit und Stabilität – Für ein modernes, weltoffenes und heimatverbundenes Bayern, der nach der Landtagswahl in Bayern 2023 zwischen der CSU und den Freien Wählern geschlossen wurde. Markus Söder wurde am 31. Oktober 2023 erneut zum Ministerpräsidenten gewählt, die Ernennung und Vereidigung der Staatsministerinnen und Staatsminister erfolgte am 8. November 2023. Bis dahin waren noch die Minister des Kabinetts Söder II geschäftsführend im Amt.

## Kabinett
| Amt oder Ressort                                                                  | Bild             | Amtsinhaber          | Partei | Partei | Staatssekretär  | Partei | Partei |
| --------------------------------------------------------------------------------- | ---------------- | -------------------- | ------ | ------ | --------------- | ------ | ------ |
| Ministerpräsident                                                                 |                  | Markus Söder         |        | CSU    |                 |        |        |
| Stellvertretender Ministerpräsident                                               |                  | Hubert Aiwanger      |        | FW     |                 |        |        |
| Wirtschaft, Landesentwicklung und Energie                                         | Tobias Gotthardt | Hubert Aiwanger      |        | FW     | FW              |        |        |
| Weitere Stellvertreterin des Ministerpräsidenten                                  |                  | Ulrike Scharf        |        | CSU    |                 |        |        |
| Familie, Arbeit und Soziales                                                      |                  | Ulrike Scharf        |        | CSU    |                 |        |        |
| Leiter der Staatskanzlei und Staatsminister für Bundesangelegenheiten und Medien  |                  | Florian Herrmann     |        | CSU    |                 |        |        |
| Inneres, Sport und Integration                                                    |                  | Joachim Herrmann     |        | CSU    | Sandro Kirchner |        | CSU    |
| Wohnen, Bau und Verkehr                                                           |                  | Christian Bernreiter |        | CSU    |                 |        |        |
| Justiz                                                                            |                  | Georg Eisenreich     |        | CSU    |                 |        |        |
| Unterricht und Kultus                                                             |                  | Anna Stolz           |        | FW     |                 |        |        |
| Wissenschaft und Kunst                                                            |                  | Markus Blume         |        | CSU    |                 |        |        |
| Finanzen und Heimat                                                               |                  | Albert Füracker      |        | CSU    | Martin Schöffel |        | CSU    |
| Umwelt und Verbraucherschutz                                                      |                  | Thorsten Glauber     |        | FW     |                 |        |        |
| Ernährung, Landwirtschaft, Forsten und Tourismus                                  |                  | Michaela Kaniber     |        | CSU    |                 |        |        |
| Gesundheit, Pflege und Prävention                                                 |                  | Judith Gerlach       |        | CSU    |                 |        |        |
| Digitales                                                                         |                  | Fabian Mehring       |        | FW     |                 |        |        |
| Staatsminister für Europaangelegenheiten und Internationales in der Staatskanzlei |                  | Eric Beißwenger      |        | CSU    |                 |        |        |